# Blocaus
El Blocaus és una obra del municipi de Roses (Alt Empordà) inclosa en l'Inventari del Patrimoni Arquitectònic de Catalunya. El mot blocaus en si mateix fa referència a una construcció militar.

## Descripció
Situat damunt d'un dels baluards de la Ciutadella renaixentista, al peu de la carretera que ve de Figueres en direcció Roses.
Es tracta d'una casamata construïda aèriament, de planta trapezoïdal i bastida amb ciment. Es troba orientada en direcció a la carretera. Les obertures que presenta són rectangulars i força estretes, degut a motius defensius.

## Història
Construcció militar portada a terme per l'organisme franquista denominat Servicio Militar de Construcción, durant els anys 1945-1946. Els enginyers militars d'aquest organisme van ser, segurament, els mateixos que els búnquers del Far i de Punta Falconera, que daten del mateix període. Durant la seva estança es varen construir uns edificis situats a la carretera de Montjoi, per sobre la Punta Falconera, per poder allotjar-los. L'any 1985 es va decidir suprimir els regiments de defensa costanera i desmantellar les bateries.
Aquesta construcció denota la importància estratègica que pot tenir el golf de Roses i el veïnatge, en cas bèl·lic.